# Канајола (Перуђа)
Канајола је насеље у Италији у округу Перуђа, региону Умбрија.
Према процени из 2011. у насељу је живело 783 становника. Насеље се налази на надморској висини од 216 м.